# Schloss Kačina

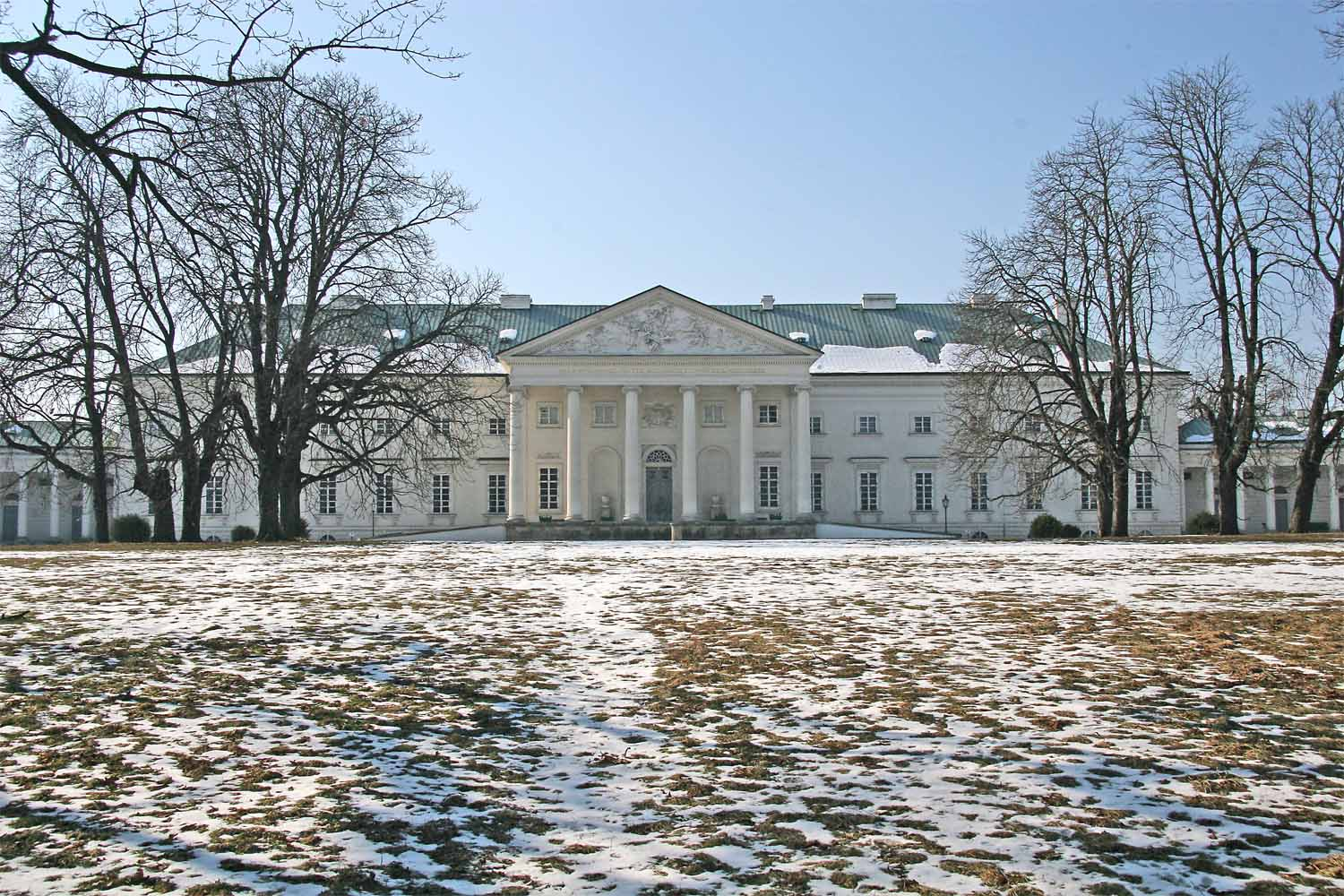
Schloss Kačina

Das Schloss Kačina (deutsch Katschina) liegt auf dem Gemeindegebiet von Svatý Mikuláš einen Kilometer nördlich von Nové Dvory im Okres Kutná Hora in Tschechien. Das Schloss wurde Anfang des 19. Jahrhunderts auf baugeschichtliche Beeinflussung durch das kaiserlich-russische Lustschloss Gattschina bei St. Petersburg als Sommersitz errichtet und erhielt nach diesem seinen Namen. Es gilt als eines der bedeutendsten Bauwerke im Empirestil in Böhmen. Das Schloss umgibt ein Englischer Park mit Orangerie.
Im Schloss befinden sich ein landwirtschaftliches Museum und eine Darbietung zur Familiengeschichte der Chotek von Chotkow und Wognin, einem Uradelsgeschlecht in Böhmen. Baugeschichtlich beachtenswert ist die kreisförmige Bibliothek mit einem Säulenumgang, die kostbare alte Atlanten enthielt, und das Schlosstheater mit einer Bühnentechnik und Kulissen aus dem 19. Jahrhundert.

## Geschichte

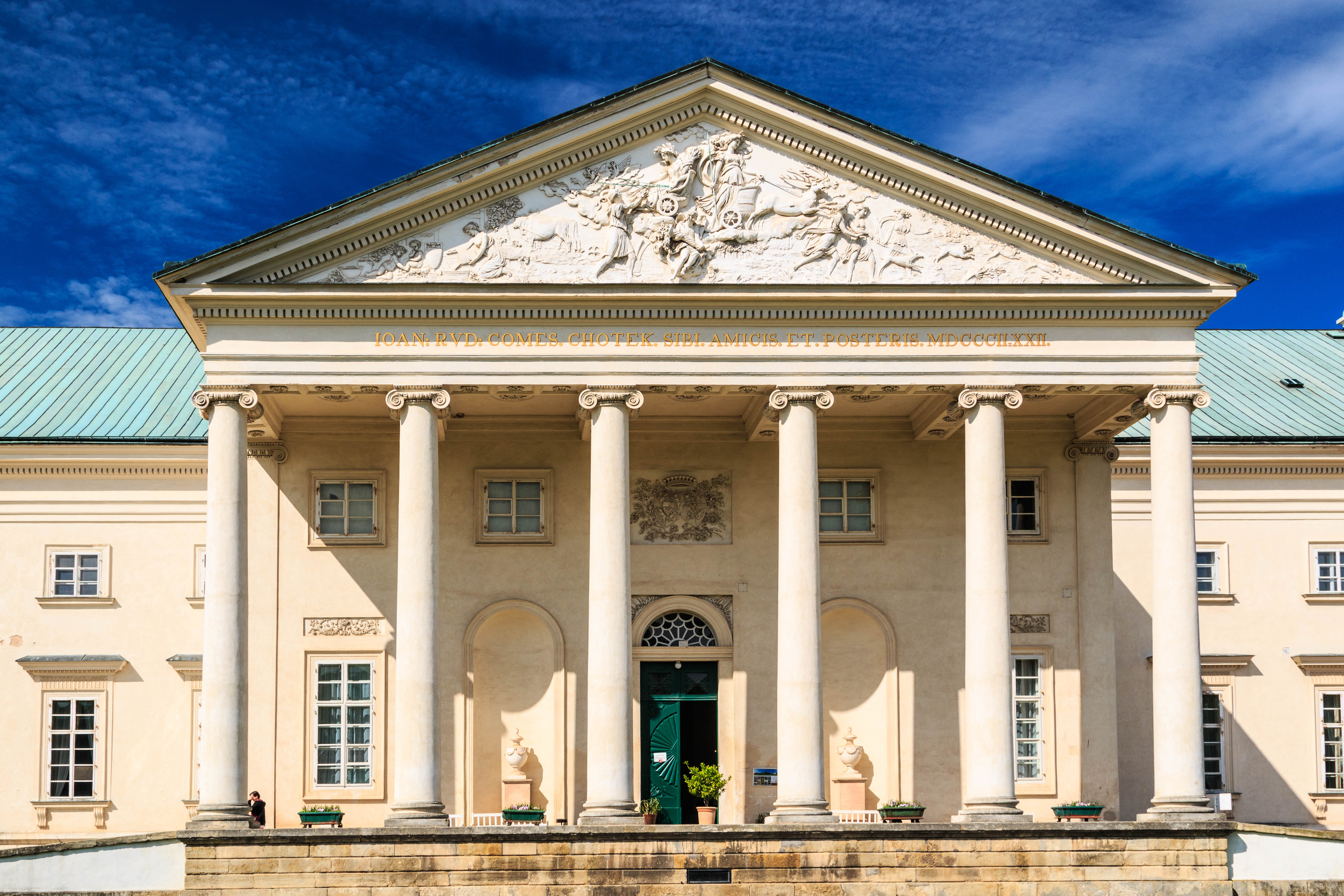
Portal

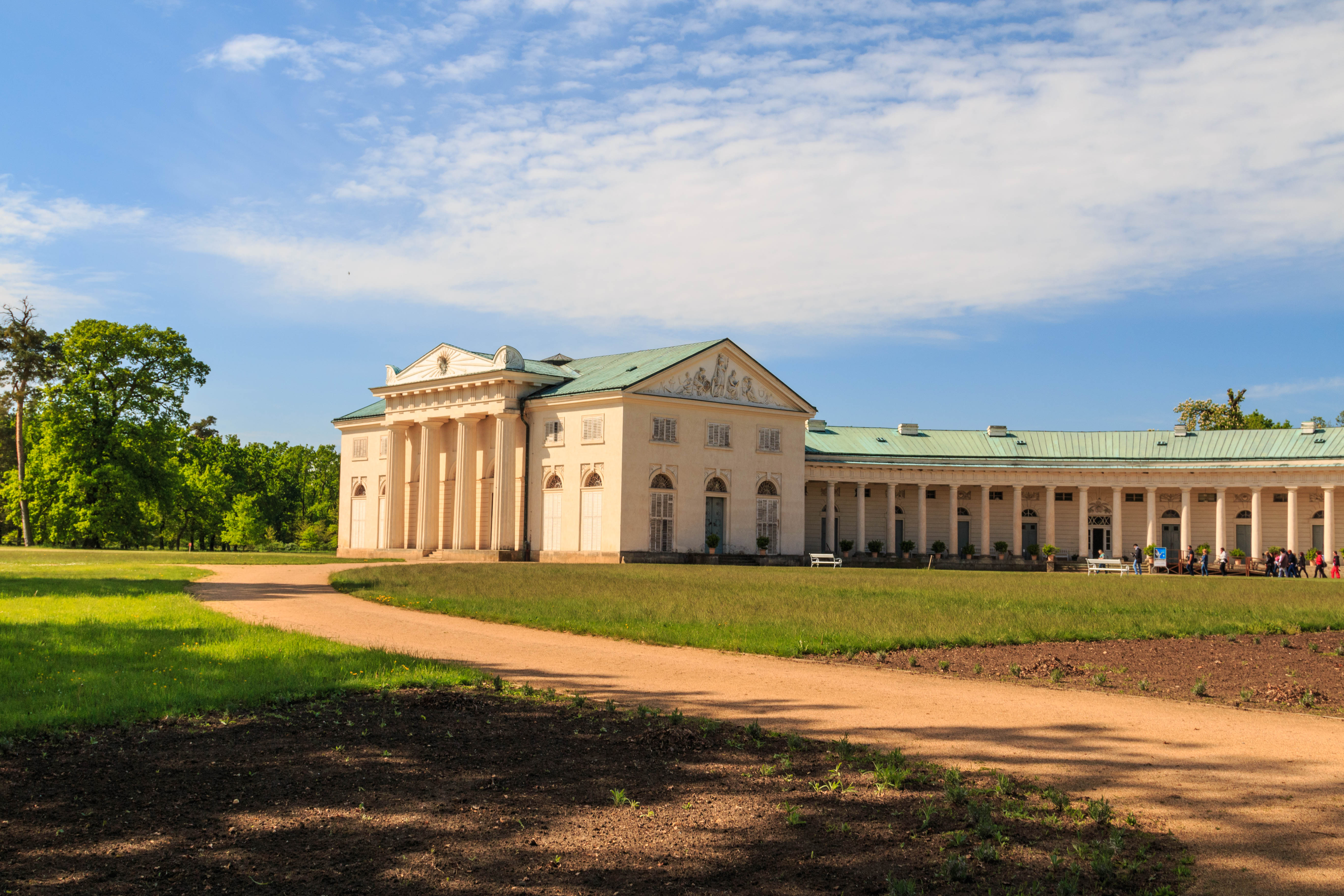
Seitentrakt mit Arkaden

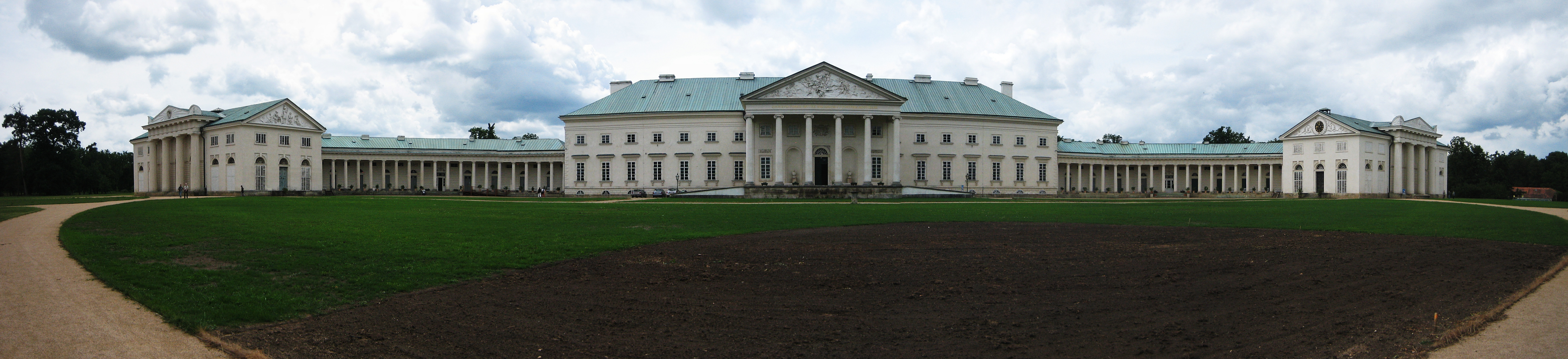
Gesamtansicht

Das Vorhaben der Chotek – im diplomatischen Dienst der Habsburger am russischen Zarenhof –, auf einem wasserlosen Hügel in der Grundherrschaft Neuhof bei Kuttenberg in Böhmen ein Schloss wie dieses in Gattschina bei St. Petersburg zu errichten, erwies sich als schwierig. Der Bau und der Wasseranschluss waren kaum finanzierbar. Aber das Schloss wurde, nachdem es allen Schwierigkeiten zum Trotz in die Landschaft eingebunden worden war, ein malerisches, beachtenswertes Bauwerk der Feudalzeit. Ob Gattschina in Russland der Namensgeber war, wird vereinzelt in der Literatur bezweifelt, da es in einer lateinischen Urkunde des 12. Jahrhunderts aus der Gegend des Schlosses Katschina in Böhmen einen ähnlichen Ortsnamen gibt.
Das Schloss ließ Johann Rudolph Chotek von Chotkow zwischen 1802 und 1822 errichten. Den Entwurf lieferte der Dresdner Architekt Christian Friedrich Schuricht. Die Bauausführung wurde dem österreichischen Architekten Georg Fischer, ab 1806 Professor an der Akademie der Bildenden Künste Prag, übertragen und 1807 von dessen Mitarbeiter Johann Philipp Joendl übernommen. 1823 verlegten Angehörige der von Chotek ihren Wohnsitz vom Schloss Neuhof (Nové Dvory) nach Kačina. Das Schloß Kacina befand sich bis zur Enteignung zu Gunsten der Tschechoslowakei im Jahr 1948 im Besitz des Südtiroler Zweiges Castel Fondo der Familie Thun und Hohenstein. Seit 2013 wird es in der Tourismusstraße Europastraße Historische Theater erwähnt.

## Trivia
Schloss Kačina diente bei der Verfilmung von Josef Roths Radetzkymarsch als Schloss des Grafen Chojnicki.
2018 wurde in der Bibliothek eine Szene des Films T-34 gedreht.